# Petr Voříšek
Petr Voříšek (Děčín, 19 marzo 1979) è un calciatore ceco, centrocampista del SV Gmunden.